# Alois Hudal
Alois Hudal (Graz, 31 mei 1885 - Rome, 13 mei 1963) was een Oostenrijkse bisschop, die lange tijd werkzaam was in de stad Rome. Na het einde van de Tweede Wereldoorlog zorgde hij voor een rattenlijn die prominente nazi-kopstukken hielp strafrechtelijke vervolging te ontlopen. In 1947 werd Hudal op last van paus Pius XII op non-actief gesteld en werd zijn diplomatieke Vaticaans paspoort afgenomen. Hij verdedigde tot op de dag van zijn overlijden zijn hulp aan nazi- en andere Duitse kopstukken na het einde van de oorlog.

## Loopbaan
Voor 1923 werkte hij aan de Universiteit van Graz en schreef onder andere wetenschappelijke werken over de Servisch-orthodoxe Kerk, politiek en het Kerkslavisch.
Vanaf 1923 was hij in de stad Rome rector van het priestercollege van de Santa Maria dell'Anima, waarin Duitstalige priesters en seminaristen verbleven die aan pauselijke universiteiten studeerden. 

## Nationaalsocialisme
In 1934 kreeg hij het voor elkaar dat het ideologisch antichristelijk getinte boek Der Mythus des 20. Jahrhunderts van de prominente nazi Alfred Rosenberg op de Index van Verboden Boeken gezet werd wegens dwaling, ophitsing en ketterij. Desondanks zag Hudal in het Hitler-regime een werkzame kracht tegen het oprukkende communisme.
In 1937 schreef hij Die Grundlagen des Nationalsozialismus waarin hij voorstelde dat de Kerk de macht over de opvoeding van de jeugd zou worden overgelaten, terwijl de Duitse naziregering door de Kerk in haar politieke en militaire beslissingen zou worden gesteund. Paus Pius XII, toen nog staatssecretaris, verbrak na deze publicatie verontwaardigd zijn voorheen vriendschappelijke banden met Hudal.

## Rattenlijn
Na het einde van de Tweede Wereldoorlog zorgde hij, mogelijk in samenwerking met Argentinië en met geld van de CIA, voor een rattenlijn die prominente nazi-kopstukken hielp strafrechtelijke vervolging te ontlopen. Velen maakten van deze mogelijkheid gebruik en vluchtten naar Zuid-Amerika. Hudal zelf zag deze vluchthulp aan vele gezochte Duitse militairen, wetenschappers en anderen als een humanitaire opgave en als middel om deze personen voor oneerlijke "overwinnaarsjustitie" te behoeden.
In 1947 werd Hudal op last van paus Pius XII en na interventie van kardinaal Giuseppe Siri op non-actief gesteld en werd zijn diplomatieke Vaticaans paspoort afgenomen. Hudal ging wonen in Grottaferrata, vlak bij Rome, waar hij met een erfenis van rijke Oostenrijkse familieleden een villa had gekocht, en stierf daar in 1963. Hij verdedigde tot op de dag van zijn overlijden zijn hulp aan nazi- en andere Duitse kopstukken na het einde van de oorlog; het Neurenberger Tribunaal noemde hij "overwinnaarsjustitie" van de geallieerden en de Sovjet-"bolsjewisten".